# Bolnichni Gorodok (Sochi)
Bolnichni Gorodok (en ruso: Больничный Городок; "ciudad de los hospitales") es un microdistrito perteneciente al distrito Central de la unidad municipal de la ciudad-balneario de Sochi del krai de Krasnodar del sur de Rusia. Está situado en la zona oriental del distrito, en la orilla izquierda del río Sochi.